# Вооружённые силы Мальдив
Вооружённые силы Мальдив (также Национальные Силы Обороны Мальдив, мальд. ދިވެހިރާއްޖޭގެ ޤައުމީ ދިފާއީ ބާރު) — вооружённые силы государства Мальдивы, являются силой безопасности, ответственной за защиту безопасности и суверенитета Мальдив, основная задача которых, участие во всех внутренних и внешних потребностях в области безопасности, Мальдивских островов, включая охрану исключительной экономической зоны и поддержания мира и безопасности.